# Centrale Guanofabrieken
Centrale Guanofabrieken (CGF) is de naam van een kunstmestfabriek die zich bevond te Capelle aan den IJssel en bestaan heeft van 1875 tot 1971.

## Geschiedenis
De fabriek werd opgericht door Max Salomonson, destijds de grootste Nederlandse fabrikant van garancine. Hij had ervaring met zwavelzuur, dat voor de garancineproductie noodzakelijk was, en experimenteerde met de bereiding van superfosfaat uit fosfaaterts en guano. Aanvankelijk werden nog bloed, visafval en dergelijke gebruikt. Dit leidde echter tot klachten van omwonenden omtrent ontzettende kwalmen en een stank ... zo boven alle beschrijving afschuwelijk. In 1878 werd reeds 8 kton fosfaaterts en guano als grondstof verwerkt. Hieruit werd, met behulp van 8 kton zwavelzuur, ongeveer 14 kton superfosfaat geproduceerd. Het zwavelzuur was afkomstig van de fabriek van Ketjen. Omstreeks 1890 was CGF de grootste Nederlandse kunstmestproducent. In 1895 werd de firma in een NV omgezet. In 1912 was het de op een na grootste kunstmestfabriek in Nederland, met 215 arbeiders in dienst.
In 1915 fuseerde CGF met Van Hoorn, Luitjens en Kamminga te Hoogkerk en IGSW te Zwijndrecht tot VCF. Deze fuseerde in 1917 met de ASF tot ASF-VCF, sinds 1948 Albatros Superfosfaatfabrieken genaamd.
De fabriek te Capelle investeerde nog tot 1961, maar in 1971 werd ze stilgelegd. Een aantal activiteiten werden verplaatst naar Pernis.